# Ryan Cox

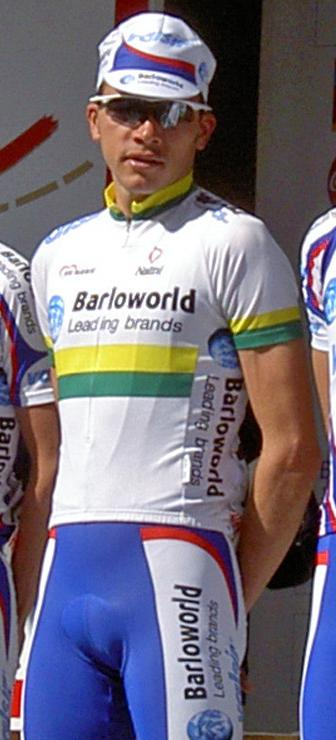
Ryan Cox

Ryan Rodney Cox (Joanesburgo, 9 de abril de 1979 — Joanesburgo, 1 de agosto de 2007) foi um ciclista Sul-africano, entrou no ciclismo em 1987, tornou-se profissional em 2000 e foi essa a sua profissão até ao dia da sua morte, dia que deixou o ciclismo internacional de luto.

## Carreira
A sua carreira começou em 2000, ao serviço da Amore e Vita, seguindo-se dois anos na Team Cologne, que serviram de rampa de lançamento para a Team Barloworld, onde esteve desde 2003. O título de campeão sul-africano de 2004 e 2005 e a vitória no Tour de Langkawi em 2005 foram as suas principais vitórias, de um total de sete triunfos.
Participou nos Jogos Olímpicos de Verão de 2004, realizados em Atena, Grécia, onde terminou na modesta 66º na prova individual do ciclismo de estrada.
A par de Robert Hunter, Ryan Cox foi o melhor ciclista africano da história.

## O falecimento
No mês de Abril de 2007 foi diagnosticado um problema vascular na perna esquerda de Cox, o que o levou a ser operado no início do mês Julho seguinte, em França. O ciclista regressou a casa e enquanto passeava com a família no dia 30 de Julho sentiu-se mal, sendo levado imediatamente para o hospital de Kempton Park. Teve várias paragens cardíacas mas foi sempre reanimado pelos médicos, até que na madrugada de dia 1 de Agosto de 2007 acabaria por falecer.

## Palmarés
Vitórias

2005:

Tour de Langkawi

Etapa do Tour de Langkawi

Campeonatos Nacionais da África do Sul

Etapa no Tour de Qinghai Lake
2004:

Campeonatos Nacionais da África do Sul

Etapa no Giro del Capo
2003:

Etapa no Circuito des Mines
Outras posições de destaque:

2007:

2º na 2ª etapa do Giro del Capo

5º no Giro del Capo
2006:

3º no Giro del Capo

4º na 2ª etapa do Giro del Capo

4º na 4ª etapa do Giro del Capo